# Štěchov
Štěchov är en ort i Tjeckien.   Den ligger i regionen Södra Mähren, i den östra delen av landet, 170 km öster om huvudstaden Prag. Štěchov ligger 486 meter över havet och antalet invånare är 152.
Terrängen runt Štěchov är varierad. Runt Štěchov är det ganska tätbefolkat, med 116 invånare per kvadratkilometer. Närmaste större samhälle är Blansko, 14,1 km sydost om Štěchov. I omgivningarna runt Štěchov växer i huvudsak blandskog.